# 赫瑟爾河

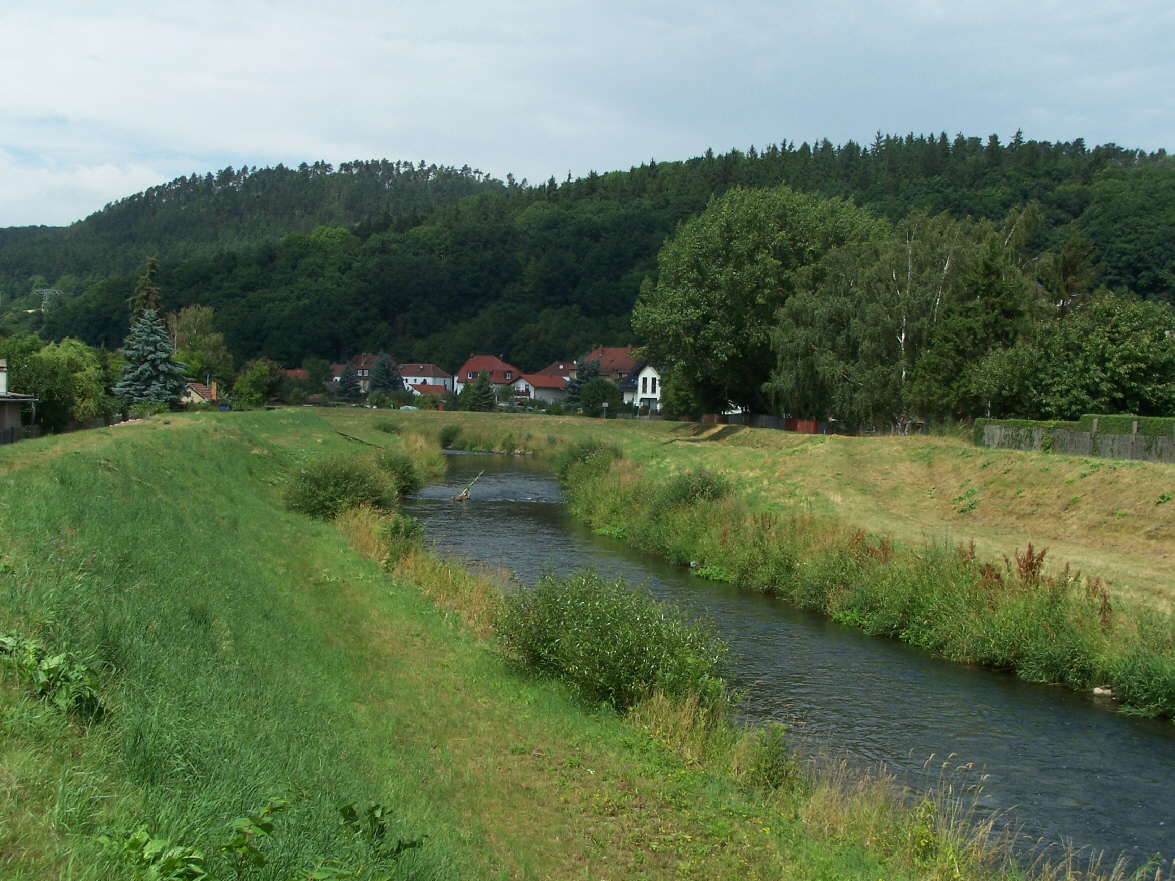

51°0′30″N 10°13′45″E / 51.00833°N 10.22917°E
赫瑟爾河（德語：Hörsel，發音：[ˈhœʁzl̩] ⓘ）是德國的河流，位於圖林根州，屬於威拉河的右支流，河道全長56公里，發源自萊納塔爾，流經赫瑟爾高和武塔-法恩罗达，河口處在艾森納赫附近。